# Os naviculare

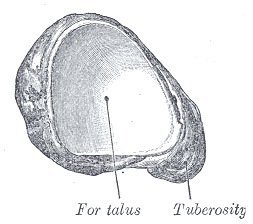
Het os naviculare, van posteromediaal

Het os naviculare is een van de zeven voetwortelbeentjes. Het is gelegen aan de mediale zijde van de voetwortel en vormt een gewrichtsverbinding met het sprongbeen aan proximale zijde en de drie wiggenbeenderen (het os cuneiforme mediale, intermedium en laterale) aan distale zijde. Soms grenst het ook nog aan het os cuboideum.
Het botje (os) kent de toevoeging naviculare (bootvormig) vanwege de gelijkenis met een klein bootje, gebaseerd op de vorm van het sterk concave proximale gewrichtsoppervlak. 
In andere zoogdieren komt het os naviculare ook voor. Bij paarden bijvoorbeeld is het os naviculare een distaal gelegen sesambeen.